# Intermediate eXperimental Vehicle
Intermediate eXperimental Vehicle (IXV), у буквалном преводу средње експериментално возило, је свемирска летелица Европске свемирске агенције која треба да докаже разне технологије које ће се можда искористити у оквиру програма агенције за будућа лансирна возила (енгл. Future Launchers Preparatory Programme). Развој летелице води компанија NGL Prime SpA.

## Спецификације
Подаци од агенције ЕСА, и са вебсајтова Space.com и Gunter's Space Page.
Посада: —
Капацитет: —
Дужина: 5 m
Распон крила: 2,2 m
Висина: 1,5 m
Маса празног возила: 480 kg
Маса пуног возила: 1.900 kg са погонским модулом
Напајање: батерије
Максимална брзина: 7.700 m/s (27.720 km/h)
Долет: 7.500 km
Максимална орбитална висина: 450 km (суборбитална путања)